# Bursera vejar-vazquezii
Bursera vejar-vazquezii là một loài thực vật có hoa trong họ Burseraceae. Loài này được Miranda mô tả khoa học đầu tiên năm 1942.